# Chickagonigere, Honnali
Chickagonigere là một làng thuộc tehsil Honnali, huyện Davanagere, bang Karnataka, Ấn Độ.